# 向問天
向問天是金庸武俠小說《笑傲江湖》的虛構人物。日月神教光明左使，后任日月神教教主，外號「天王老子」，武功高強，性情豪邁，足智多謀，連東方不敗亦承認他是人才。為金庸小說武功超群的高手之一。

## 生平
向問天身材高大、面貌清瘦，小說中初登場時一身白衣，面對敌人重重围困，犹不动声色，冷然凉亭独立。
向問天一直對日月神教（初版為朝陽神教）前任教主任我行和其獨女任盈盈忠心耿耿。在任我行被東方不敗奪權之前，因為任我行偏信東方不敗而對其猜疑，向問天為了避禍不辭而別。到東方不敗篡位之後，便派教眾追殺向問天。之後向問天不斷明查暗訪，直到十二年後才得知任我行被囚西湖底下梅莊之中。
向問天在河南荒郊初遇令狐冲時，見他與自己素不相識，只因不忿正派及神教兩派以多欺少而願意伸出援手，惺惺相惜之下與令狐冲稱兄道弟；之後帶著令狐冲前往梅莊，設計利用令狐冲與任我行掉包，成功救出任我行。向問天再追隨任我行前往少林寺相救任盈盈。令狐冲接任恆山派掌門後，又與任盈盈會合他們二人同上黑木崖對付現任教主東方不敗，幫助任我行重奪教主之位。任我行重掌日月神教後成為神教的光明左使。
向問天武功高強，在嵩山腳下面對各派圍政時，一眼看出令狐冲劍法雖高但劍上無勁，結果二人仍合力擊退各路人馬脫險；在華山朝陽峰上又以極快身法點了不戒和尚夫婦、田伯光和儀琳四人穴道，連一向身法如電的啞婆婆也無法避開。此外向問天極重義氣，而且了解任我行心意。為答謝令狐冲在嵩山之下相救，在救出任我行後曾打算求他向令狐冲傳授吸星大法醫治內傷，只因令狐冲已自學成功而作罷。在令狐冲和恆山派拒絕加入日月神教後，極力維護恆山派，又不顧任我行惱怒，與令狐冲飲酒為他送行，並設法圓了任我行的臉面以保一眾得罪任我行的教眾，使任我行心中十分滿意。
任我行去世後，任盈盈接任成為日月神教教主並與各派和解。任盈盈三年後服喪期滿，把教主之位傳予向問天，與令狐冲完婚。由於向問天不像東方不敗和任我行那樣有稱霸武林的野心，在出任日月神教教主後仍舊維繫與各大名門正派和平共處。

## 影视形象

### 电视剧
- 1984 馬宗德 香港无线电视剧《笑傲江湖 (1984年電視劇)》
- 1985 班鐵翔  台湾台视电视剧《笑傲江湖 (1985年電視劇)》
- 1996 劉江 香港无线电视剧《笑傲江湖 (1996年電視劇)》
- 2000 徐少強 台湾中视电视剧《笑傲江湖 (2000年臺灣電視劇)》
- 2000 黄世南 新加坡电视剧《笑傲江湖 (2000年新加坡電視劇)》
- 2001 巴音额日乐 中國大陸电视剧《笑傲江湖 (2001年電視劇)》
- 2013 孫彬皓 中國大陸电视剧《笑傲江湖 (2013年電視劇)》
- 2018 金偕傑 光线传媒中國大陸电视剧《笑傲江湖 (2018年電視劇)》

### 电影
- 1978 王鍾  香港邵氏电影《笑傲江湖 (1978年電影)》
- 1992 劉洵  香港电影《笑傲江湖II東方不敗》